# Madih Doufikar
Madih Doufikar (2 mei 1986) is een Marokkaans-Nederlands voetballer die als aanvaller voor FC Omniworld speelde. Hij is een neef van Aziz Doufikar.

## Carrière
Madih Doufikar speelde tot 2005 in de jeugd van FC Zwolle, waarna hij naar Jong FC Omniworld vertrok. In zijn eerste seizoen bij dit team speelde hij ook twee wedstrijden in het eerste elftal van deze club. Hij debuteerde in de Eerste divisie op 27 januari 2006, in de met 1-1 gelijkgespeelde thuiswedstrijd tegen Fortuna Sittard. Hij kwam in de 40e minuut in het veld voor Edwin van Ankeren. Ook in de volgende speelronde, in de met 1-0 verloren uitwedstrijd tegen SC Cambuur, mocht hij invallen. Na zijn periode bij Omniworld speelde hij voor de amateurclubs VVOG, Go-Ahead Kampen, SDC Putten, SV Lelystad '67, weer Go-Ahead Kampen en Flevo Boys en daarna SV Batavia in 20/21. Met ingang van het seizoen 2022/2023 zal hij voor SV Reaal Dronten gaan spelen.

### Statistieken
| Seizoen                  | Club           | Land           | Competitie     | Competitie | Competitie | Beker | Beker | Totaal | Totaal |
| Seizoen                  | Club           | Land           | Competitie     | Wed.       | Dlp.       | Wed.  | Dlp.  | Wed.   | Dlp.   |
| ------------------------ | -------------- | -------------- | -------------- | ---------- | ---------- | ----- | ----- | ------ | ------ |
| 2005/06                  | FC Omniworld   | Nederland      | Eerste divisie | 2          | 0          | 0     | 0     | 2      | 0      |
| 2006/07                  | FC Omniworld   | Nederland      | Eerste divisie | 0          | 0          | 0     | 0     | 0      | 0      |
| Carrièretotaal           | Carrièretotaal | Carrièretotaal | Carrièretotaal | 2          | 0          | 0     | 0     | 2      | 0      |
| Bijgewerkt op 6 mei 2020 |                |                |                |            |            |       |       |        |        |